# Ceratostema pendens
Ceratostema pendens är en ljungväxtart som beskrevs av Luteyn. Ceratostema pendens ingår i släktet Ceratostema och familjen ljungväxter. Inga underarter finns listade i Catalogue of Life.